# Karl Neugeboren
Karl Neugeboren (* 1. April 1789 in Hermannstadt, Siebenbürgen; † 6. September 1861 in Hermannstadt) war ein siebenbürgischer Jurist und Historiker.

## Leben
Karl Neugeboren war der Sohn des evangelischen Bischofs Daniel Georg Neugeboren; der Theologe Johann Ludwig war sein jüngerer Bruder.
Neugeboren studierte Rechtswissenschaften an der Universität Wien. Nach erfolgreichem Abschluss bekam er eine Anstellung in der Verwaltung seiner Heimatstadt. Dort führte ihn seine Karriere bis zum Magistratsrat und Kreisinspektor. 1850 berief man ihn in die Oberlandesgerichtskommission und dort avancierte er später auch zum Oberlandesgerichtsrat.
Bereits während seines Studiums geschichtlich interessiert, gründete Neugeboren zusammen mit Freunden und Gleichgesinnten in Hermannstadt den „Verein für siebenbürgische Landeskunde“. In dieser Vereinigung nahm Neugeboren bis an sein Lebensende verschiedene Ämter wahr und förderte ihn. Das Interesse für seine Heimat erstreckte sich auch auf die Politik. Deshalb publizierte Neugeboren zwischen 1833 und 1838 in Hermannstadt die Zeitschrift „Transsilvania“.

## Publikationen
- Siebenbürgisch-sächsische National-Pyramide zur Feier der Ernennung des Hochwohlgeboren Hrn. Joh. Tartler k. siebenbürgischen Gubernial-Rath und Ritter des k. k. Leopoldordens zum Grafen von Sachsen, entworfen und gestiftet von dem Hochw. Hrn. Dan. Georg Neugeboren… beschrieben durch dessen Sohn I. Neugeboren… Hermannstadt, 1824.
- Andreas Báthori, Kardinal und Fürst von Siebenbürgen. Ein Beitrag zu der Siebenbürgische Geschichte. Nach alten Quellen und besonders der ungedruckten Geschichte des gleichzeitigen Geschichtschreibers Steph. Szamosközi bearbeitet, 1833
- Ueber den Geburtsort des Dichters, Redners und Staatsmannes Jakob Piso Probst des h. Johann v. Fünfkirchen, 1833
- Handbuch der Geschichte Siebenbürgens. Hermannstadt, 1836.
- Index diplomaticus Regni Hungariae publicus seu Series Diplomatum, Decretorum, Legum, Literarumque typis divulgatorum Historiam Regni Hungariae et incorporatorum provinciarum, tum personarum publicarum et privatarum tangentium. 1000-1526 (im Handschrift)